# لژ ماسونی
یک لژ ماسونی یا لژ خصوصی (به انگلیسی: Masonic lodge) ابتدایی‌ترین واحد تقسیم‌بندی در فراماسونری است. اولین لژ ایران در سال ۱۲۳۸ شمسی توسط میرزا ملکم‌خان ناظم‌الدوله تأسیس شد و نام آن فراموشخانه بود.